# Діаболеїт

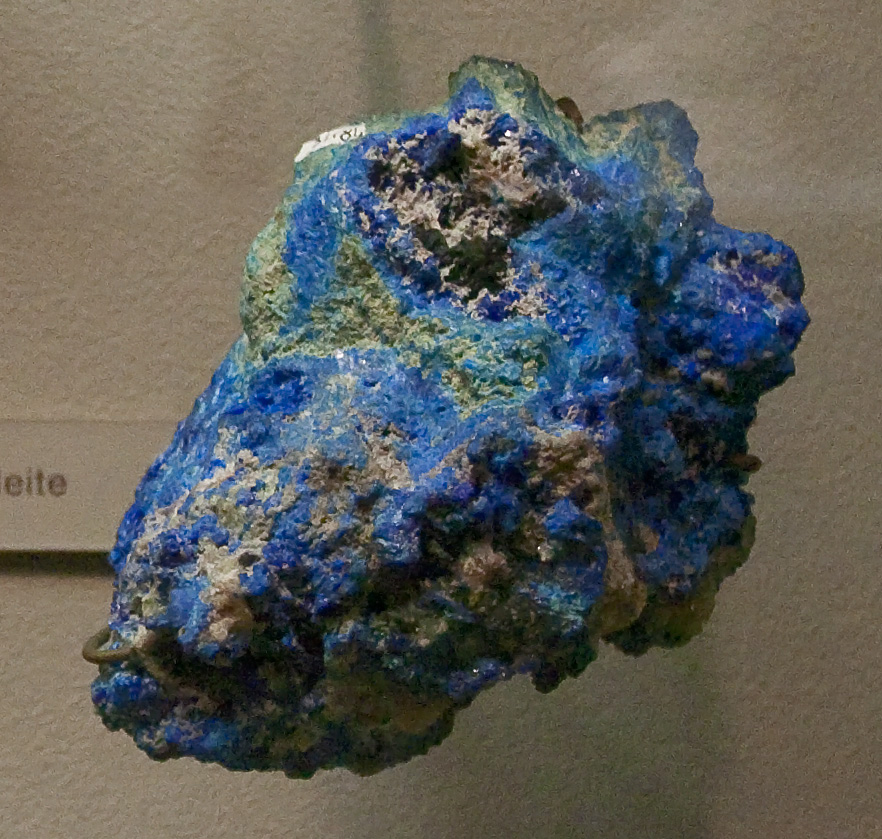
Діаболеїт

Діаболеїт — мінерал, гідроксилхлорид свинцю та міді координаційної будови.

## Етимологія та історія
Вперше знайдений в Англії у 1923 році і названий діаболеїт, від грец. διά та болеїт, в сенсі «відмінний від болеїту».

## Загальний опис
Хімічна формула: Pb2CuCl2(OH)4. Містить (%): Pb — 67,18; Cu — 10,3; Cl — 11,49; O — 5,19; H2О — 5,84.
- Сингонія тетрагональна.
- Густина 5,42.
- Твердість 3,0.
- Колір темно-синій.
- Риса блідо-синя.
- Прозорий.
- Крихкий.
- Злам раковистий.
- Рідкісний.

Знайдений у графстві Сомерсет, Велика Британія. Асоціює з мендипітом, хлороксифітом, гідроцеруситом та церуситом.